# ザ・グレート・ディヴァイド
『ザ・グレート・ディヴァイド』（原題: The Great Divide）は、2005年にワインド-アップ・レコーズから発売されたスコット・スタップのソロ・デビュー・アルバム。アメリカでは2005年11月22日に発売された。

## 概要
2004年にクリードが解散し、ソロ作品として制作され、クリードと同じワインド-アップ・レコーズから発売されたアルバム。メル・ギブソン製作のキリストを題材にした映画『パッション』のオリジナル・サウンドトラックに「Relearn Love」という曲を提供し、2004年にはこのアルバムがリリースされている。

## 収録曲
1. Reach Out (4:27)
2. Fight Song (4:05)
3. Hard Way (3:42)
4. Justify  (5:23)
5. Let Me Go (4:14)
6. Surround Me (4:35)
7. The Great Divide  (4:01)
8. Sublime (4:13)
9. You Will Soar (3:39)
10. Broken (4:17)

Produced by: John Kurzweg and Scott Stapp

## レコーディング・メンバー
- スコット・スタップ - (Scott Stapp) (Lead Vocals)
- Aristides Rincon (Guitar)
- John Curry (Guitar)
- Mitch Burman (Bass)
- Mark Archer (Drums)